# سیمودا (ویرجینیای غربی)
سیمودا (به انگلیسی: Simoda) یک منطقهٔ مسکونی در ایالات متحده آمریکا است که در شهرستان پندلتن، ویرجینیای غربی واقع شده‌است.